# Boris Zloković
Boris Zloković (in montenegrino Борис Злоковић; Herceg Novi, 16 marzo 1983) è un ex pallanuotista montenegrino, vincitore di una medaglia d'oro ai mondiali di Montréal del 2005, di una medaglia d'oro agli europei di Kranj del 2003, di una medaglia d'oro agli europei di Malaga del 2008, e di una d'argento agli europei di Eindhoven del 2012.

## Palmarès

### Club
- Campionato montenegrino: 5

Jadran Herceg Novi: 2003, 2004, 2010, 2015, 2016
- Coppa del Montenegro: 2

Jadran Herceg Novi: 2015, 2016
- Campionato italiano: 2

Pro Recco: 2010-11, 2011-12
- Coppe Italia: 1

Pro Recco: 2010-11
- Coppa dei Campioni/Eurolega: 2

Posillipo: 2004-05
Pro Recco: 2011-12
- Supercoppa LEN di pallanuoto maschile: 2

Posillipo: 2005
Pro Recco: 2010
- Coppe LEN: 1

Radnicki: 2012-13
- Lega Adriatica: 2

Jadran Herceg Novi: 2009-10
Pro Recco: 2011-12